# Villa Wolf (Heilbronn)

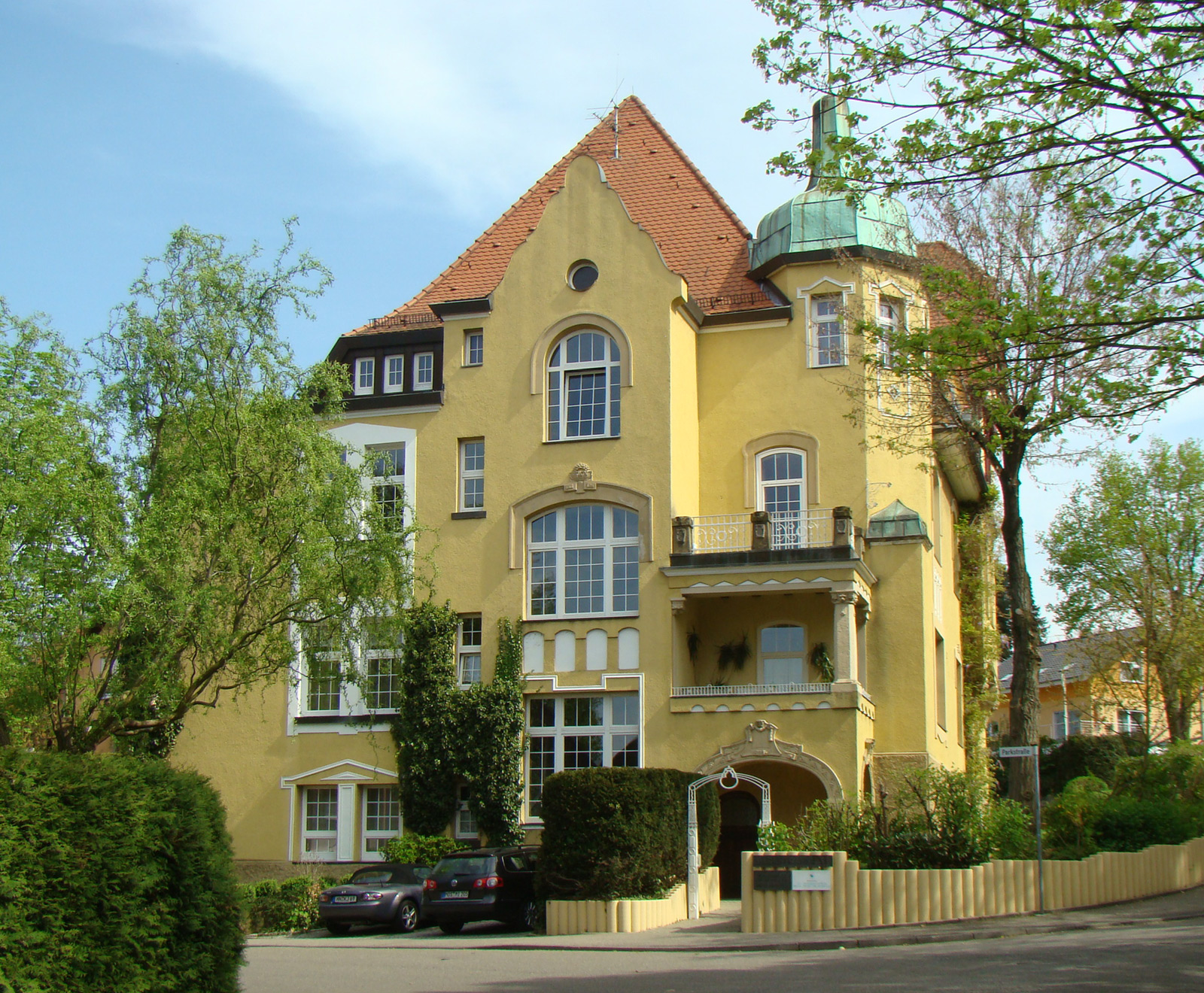
Villa Wolf in Heilbronn-Sontheim

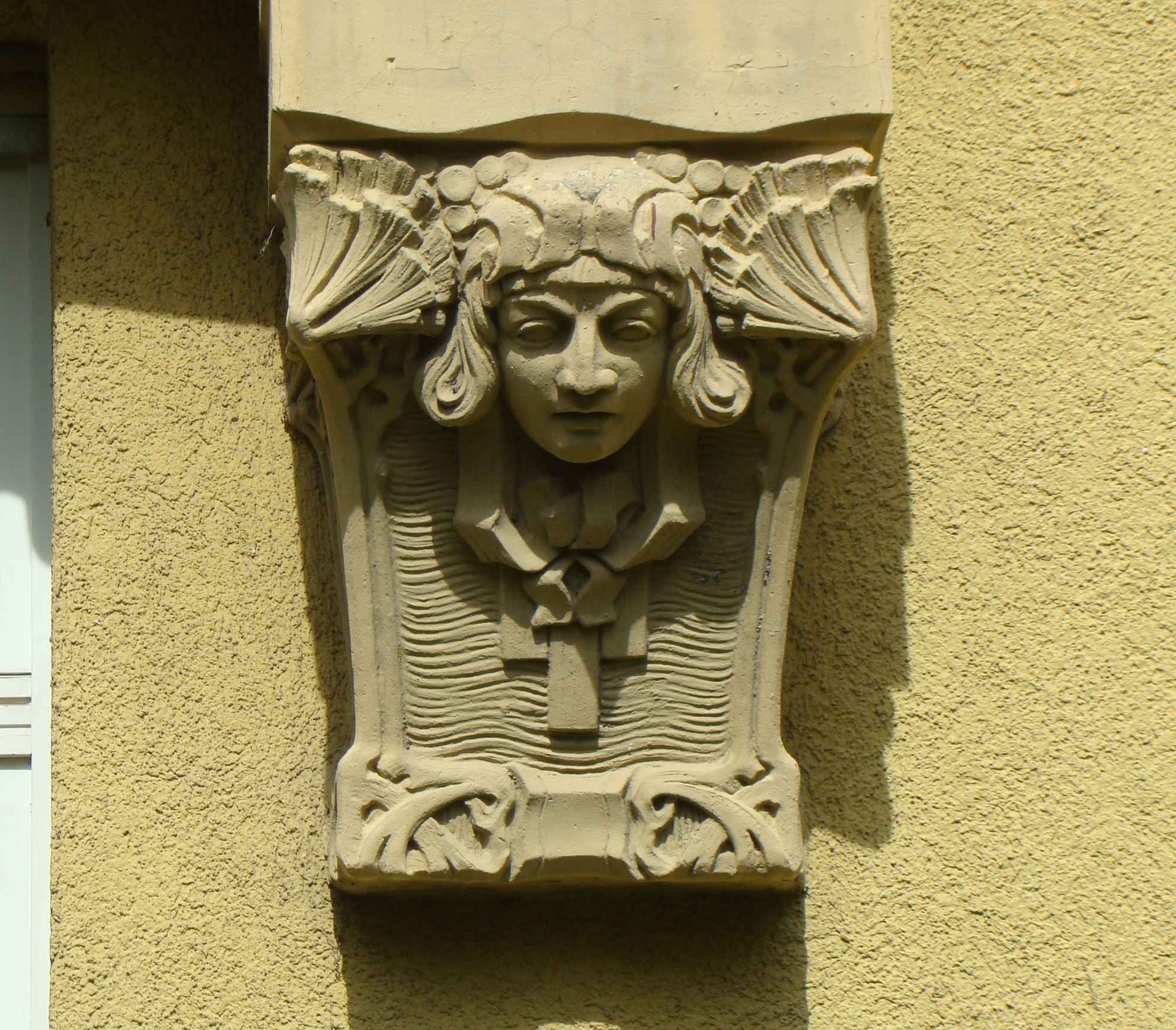
Fassadenschmuck

Die Villa Wolf ist eine Villa an der Parkstraße 33 im Heilbronner Stadtteil Sontheim. Die 1903/04 erbaute Villa ist ein Beispiel für ein typisches Zweifamilienhaus im Jugendstil und repräsentiert den Zeitgeschmack der damaligen Zeit. Sie ist zugleich eines der wenigen erhalten Gebäude in Heilbronn, die von Bürgern jüdischen Glaubens errichtet und zur Zeit des Nationalsozialismus „arisiert“ worden sind.
Die Villa Wolf steht unter Denkmalschutz. Die Hermann-Wolf-Straße in Sontheim, die ebenfalls an der Villa Wolf vorbeiführt, ist nach dem einstigen Besitzer benannt.

## Beschreibung
Die Villa wurde 1903/1904 im Jugendstil von dem Architekturbüro Kappler & Beckmann als Zweifamilienhaus oberhalb der erst wenige Jahre zuvor erbauten Sontheimer Matthäuskirche für den Schuhfabrikanten Hermann Wolf (Schuhfabrik Wolko) errichtet. Der dreigeschossige Bau ist ein Gebäude mit einer Fassade in Putz mit Walmdach und Gauben. Zur Parkstraße hin erhebt sich ein Mittelrisalit, der als oberen Abschluss einen barock geschwungenen Ziergiebel aufweist. An den Mittelrisalit angebaut ist eine zweigeschossige Loggia, die auf dem Eingangsbereich als Eingangsloggia mit einem segmentbogenartigen Eingangsportal gestaltet worden ist. Oberhalb der Eingangsloggia befindet sich eine weitere Loggia, die wiederum von einem Balkon bekrönt wird. Hinter dem Mittelrisalit und der zweigeschossigen Loggia erhebt sich ein Walmdach in Pyramidendach-Form. An die Loggia schließt sich auf der rechten Seite ein polygonaler Eckturm mit welscher grün patinierter Kupferhaube an. Die Villa weist Details wie Okuli, Konsolenfiguren und Relieffiguren der Fensterlaibung in Sandstein auf.

## Geschichte

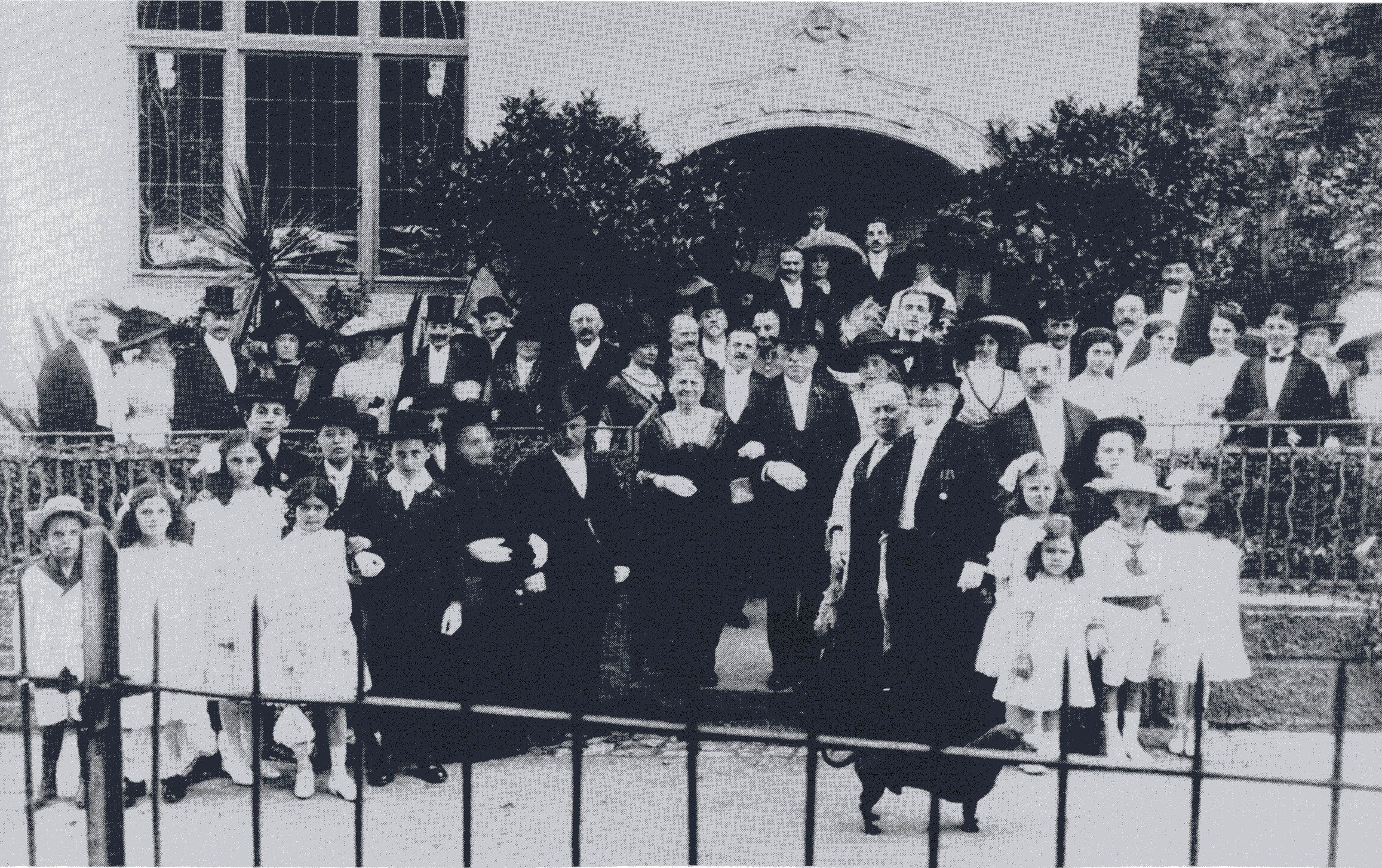
Goldene Hochzeit von Salomon und Babette Israel am 23. Juni 1912, Aufnahme vor der Villa Wolf, rechts hinten mit Zylinder: Hermann Wolf

Das Gebäude wurde für den Schuhfabrikanten Hermann Wolf (Schuhfabrik Wolko) errichtet. Es war der Wohnsitz der Wolko-Eigner, der Besitzerfamilien Israel und Wolf. Auch wohnten dort der Sontheimer Rabbiner Kulb und später die Wolko-Direktoren. 1970 wurde mit dem Niedergang der Schuhfabrik das Anwesen der Fabrik samt Villa von der Stadt Heilbronn erworben. Während die Fabrik abgetragen wurde, beschloss der Gemeinderat in nichtöffentlicher Sitzung, das Haus an den Heilbronner Architekten Gerhard P. Lichy zu verkaufen, der die Villa im äußeren Erscheinungsbild erhalten und das Innere modernisieren sollte.